# Krystyna Heska-Kwaśniewicz
Krystyna Heska-Kwaśniewicz (ur. 18 kwietnia 1940 w Krościenku nad Dunajcem) – literaturoznawca, wykładowca Uniwersytetu Śląskiego w Katowicach,  profesor zwyczajny, harcmistrzyni.

## Życiorys
Córka Karola. Absolwentka II LO im. Marii Konopnickiej w Katowicach. W 1972 roku obroniła pracę doktorską na podstawie rozprawy „Zaranie śląskie”. 1907-1939. Zarys monograficzny. Naukowo zajmuje się analizą gatunków literackich. Bada losy polskich pisarzy związanych z Górnym Śląskiem podczas wojny i okupacji oraz ich związki z górami. Opublikowała m.in. prace na temat twórczości Aleksandra Kamińskiego, Juliana Przybosia, Gustawa Morcinka, Zbyszka Bednorza, Zofii Kossak i Kazimierza Gołby. Zajmuje się też historią harcerstwa na Śląsku. Należy do Górnośląskiego Towarzystwa Literackiego.
Od wielu lat zaangażowana jest w wyjaśnienie okoliczności obrony katowickiej wieży spadochronowej w pierwszych dniach września 1939 roku. Broni autentyczności opisu heroicznej obrony Katowic przez młodzież zawartego w książce Kazimierza Gołby pt. Wieża spadochronowa. W 2014 roku ukazało się krytyczne wydanie książki z posłowiem prof. Krystyny Heski-Kwaśniewicz, w którym powołuje się na odnalezione przez siebie ankiety z „Gościa Niedzielnego” z 1946 roku, w których świadkowie wydarzenia mieli je opisać.

## Wybrane publikacje
- 1984: Śląsk chciał być polski. Wspomnienia młodzieży śląskiej z lat okupacji hitlerowskiej 1939-1945, red. Krystyna Heska-Kwaśniewicz, Mieczysława Mitera-Dobrowolska, Śląski Instytut Naukowy, Katowice (343 ss.)
- 1988: „Pisarski zakon” : biografia literacka Gustawa Morcinka, Instytut Śląski w Opolu
- 1993: „Kolorowy rytm życia”. Studia o prozie Gustawa Morcinka (Prace Komisji Historycznoliterackiej Tom 13), Kraków ISBN 978-83-7052-190-5
- 1996: Tajemnicze ogrody. Rozprawy i szkice z literatury dla dzieci i młodzieży Katowice ISBN 83-226-0690-7
- 1997: Józef Kret (1895-1982) - opowieść o harcerskiej wierności, Katowice ISBN 83-7132-180-5
- 1998: Braterstwo i Służba. Rzecz o pisarstwie Aleksandra Kamińskiego, Katowice ISBN 83-226-0808-X
- 1999: „Wyznanie narodowe Śląska”. Teksty literackie i paraliterackie w drukach okresu powstań i plebiscytu na Górnym Śląsku, Katowice ISBN 83-226-0932-9
- 2004: „Taki to mroczny czas”. Losy pisarzy śląskich w okresie wojny i okupacji, Katowice ISBN 83-226-1379-2
- 2006: Ludzie, góry, książki, Katowice ISBN 83-226-1580-9
- 2013: „Krwawy znak dążenia do niepodległości” : dziedzictwo powstania warszawskiego w „Kamieniach na szaniec” Aleksandra Kamińskiego. „Guliwer”. 3 (2013), s. 12-16. Warszawa: Fundacja Książka dla Dziecka. ISSN 0867-7115.
- 2015: Góry Gustawa Morcinka. „Wierchy” R. 81 (2015), wyd. Centralny Ośrodek Turystyki Górskiej PTTK, Kraków 2017, ISSN 0137-6829, s. 27-42

Autorką wstępu do wydań książki Kamienie na szaniec autorstwa Aleksandra Kamińskiego (1988, 1995).

## Nagrody i odznaczenia
- Nagroda im. Karola Miarki (1991)[7]
- Złoty Krzyż Zasługi (1993, za wzorowe, wyjątkowo sumienne wykonywanie obowiązków wynikających z pracy zawodowej)[2]
- Nagroda im. Wojciecha Korfantego nadana przez Związek Górnośląski (2008)[8]